# Saga o Gunnlaugu Wężowym Języku
Saga o Gunnlaugu Wężowym Języku (isl. Gunnlaugs saga ormstungu) – islandzka saga nieznanego autora.
Utwór należy do krótszych sag islandzkich – zawiera 25 rozdziałów opisujących wydarzenia, które rozegrały się na zachodnim wybrzeżu wyspy (rejon Borgarfjordu, zatoka Faxa) około roku 1000. Fabuła osnuta jest wokół trójkąta miłosnego, w który wplątani są dwaj skaldowie, Gunnlaug (Gunnlaugr) i Hrafna, jak również Helga Urodziwa. Gunnlaug słynął z ostrego, ciętego języka i takich samych utworów. Obaj poeci podróżują po Islandii, Skandynawii oraz Wyspach Brytyjskich, biorą udział w konkursach poetyckich, odwiedzają dwory królów i jarlów, uczestniczą w potyczkach i kłótniach. Jest to barwna opowieść o wartkiej treści.